# 巴哈伊符号
巴哈伊符号是目前或者曾经被使用以识别巴哈伊信仰的符号。五芒星是巴哈伊信仰的标志之一，代表人类的肌体或上帝的显示者。而使用更广泛的符号包括九芒星、至大圣名、指环符号等，其蕴含完美或代表上帝的使者之义。

## 五芒星

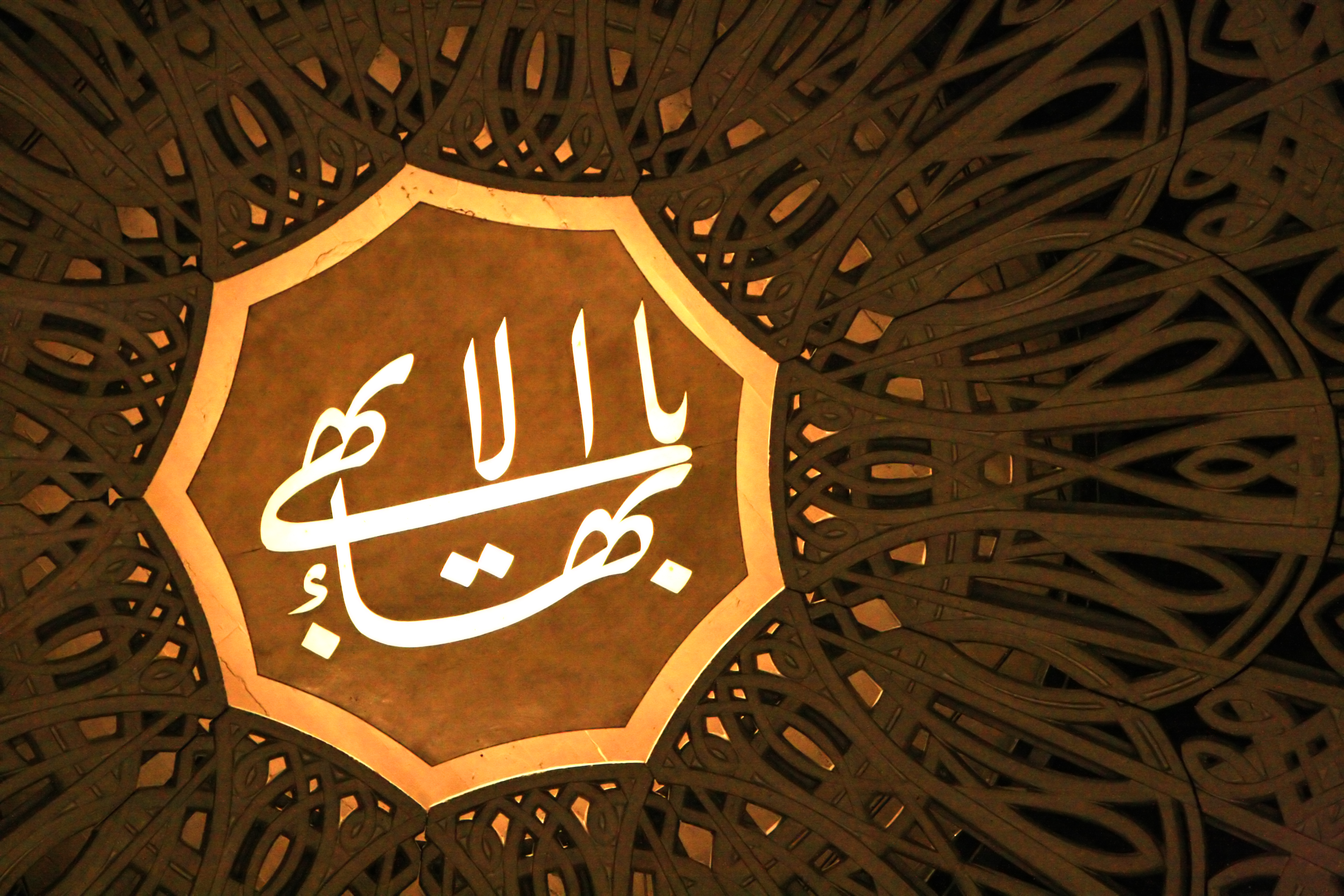
至大圣名

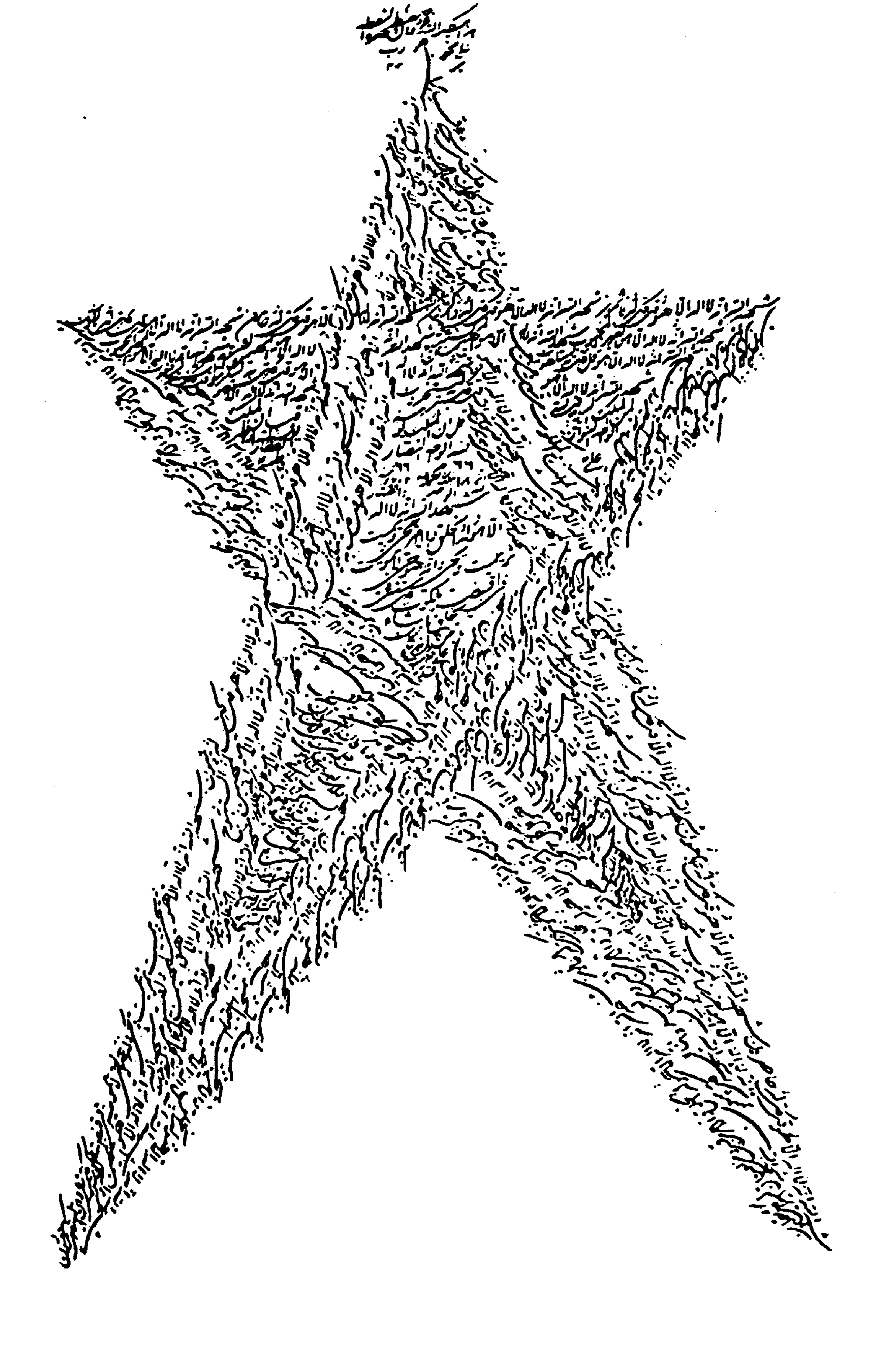
未被确认的巴孛真迹

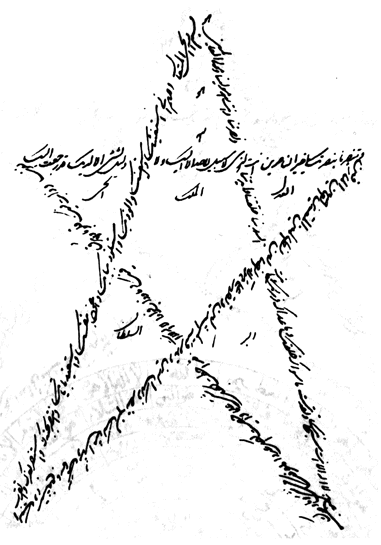
未被确认的巴孛真迹

五芒星，又称海卡尔，巴哈伊信仰的圣护，守基·阿芬第曾经表示过它在巴哈伊信仰中的意义：“严格说来，五芒星是我们信仰的符号之一”。在巴哈伊的核心人物中，巴孛曾使用该符号，并解释其含义，而巴孛和巴哈欧拉都曾使用过五芒星来标识重要的信件或书简。
海卡尔来自希伯来语，原意特指位于耶路撒冷的所罗门圣殿。在阿拉伯语中，海卡尔亦有肌体或形式之意，有时特指人类的肌体。巴哈伊信仰的历史上，巴孛就曾经用海卡尔来表示人类肌体，其五个角分表象征头、双手和双脚。巴孛的大量信件、书简和祈祷文，被其书写成海卡尔的形状，有时“巴哈”一词的《海卡爾書簡》Súriy-i-Haykal，海卡尔也被用来表示人类肌体，但是只用来表示上帝的显示者的肌体、上帝的使者的肌体或巴哈欧拉自己的肌体。在此书简中，海卡尔也有经上帝的显示者启示的上帝的话语的含义。

## 至大圣名

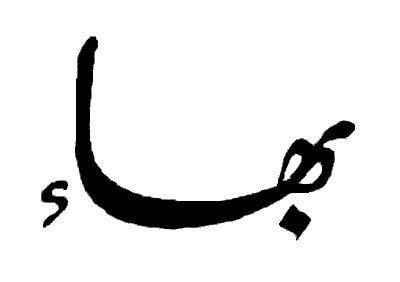
阿拉伯语的“巴哈”一词

在伊斯兰教的传统中，存在上帝有99个美名的说法，一些伊斯兰文献进一步认为，上帝还有至圣但隐秘于世的第100个美名。巴哈伊认为，“至大圣名”就是指“巴哈”(‎),意为“荣耀”。许多的巴哈伊符号都衍生于“巴哈”一词。很多巴哈伊的概念也源自“巴哈”一词，如巴哈伊（意为“巴哈之徒”）、巴哈欧拉（意为“上帝的荣耀”）、阿博都巴哈（意为“上帝之僕”）、亚巴哈乌阿卜哈（意为“至荣耀之荣耀”）和阿拉欧阿帕哈（意为“上帝最荣耀”）。

“至大圣名”符号的手写体

巴哈欧拉经常在他的著作中使用“巴哈伊”来指代“巴哈之民”。巴孛也曾给巴哈欧拉一份含有360个“巴哈”一词变体的书简。此外，巴哈伊还被鼓励在进行每日祈祷之前以冥想的形式背诵阿拉乌阿卜哈95次。
“至大圣名”的符号，是阿拉伯语“亚巴哈乌阿卜哈”（‎，意为“至荣耀之荣耀”）一词的手写体。这个符号由早期的巴哈伊书法家米什金卡兰创作并使用，后来逐渐被整个巴哈伊社群接受。
因为相比其他符号，“至大圣名”更为直接的传递上帝或上帝的显示者的含义，所以其并不常在非正式的场合或作为配饰使用，但在巴哈伊往往会家中展示该符号，此外，在个别情况下，该符号也被装饰于戒指上。

## 九芒星
因为“巴哈”一词在阿拉伯语的数值系统中有“九”的含义，所以“九”这一数字就常常出现在巴哈伊符号中。而其中，使用最为普遍的是九芒星。虽然该符号并非直接出自巴哈伊教义，但因其代表“九”，象征着有特殊意义的“巴哈”，从而被巴哈伊广泛使用。巴哈伊信仰中的九芒星符号，并未对一般的九芒星符号加以改变。
数字“九”在巴哈伊历史和教义中出现过多次，有关“九”的重要意义，守基·阿芬第写道：
“巴哈伊敬畏‘九’源于两方面：一，‘九’这一数字含有完整、完美的含义；二，并且是更为重要是，‘九’在数学意义上和‘巴哈’等价。……”
“除了这两方面原因，‘九’并无其他含义。”

## 指环符号

指环符号

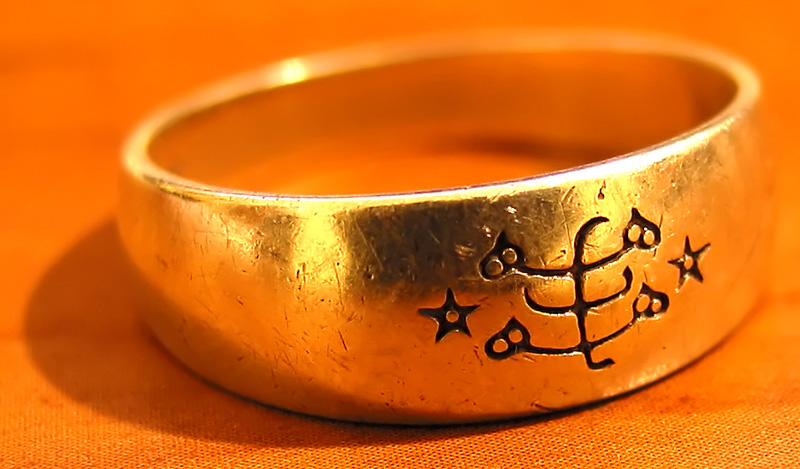
戒指上的指环符号

指环符号由巴哈欧拉的儿子和继任者阿博都巴哈设计。正如其名，它在巴哈伊佩戴的戒指上使用最为广泛，此外该符号在项链、书的封面，绘画中也常常出现。它包括了两个海卡尔和阿拉伯语“巴哈”的变体。最下面的线条象征人类和创造界，最上面的线条象征上帝的世界，中间的线条则象征上帝的显示者和显示界。垂直的线条象征上帝的圣灵和意志通过上帝的显示者传递到人类，而两个海卡尔则分别象征上帝的显示者巴孛和巴哈欧拉。